# Любско (гмина)
Любско (пол. Lubsko) — гмина (волость) в Польше, входит как административная единица в Жарский повет, Любушское воеводство. Население — 19 439 человек (на 2004 год).

## Сельские округа
1. Бялкув
2. Хелм-Жарски
3. Хоцич
4. Хоцимек
5. Домброва
6. Длужек
7. Гужин
8. Грабкув
9. Калек
10. Лютоль
11. Меркув
12. Мокра
13. Осек
14. Рашин
15. Стара-Вода
16. Тухоля-Жарска
17. Тыменице
18. Зембиково

## Прочие поселения
1. Длужек-Колёня
2. Тарнув
3. Гарея
4. Гоздно
5. Яновице
6. Новинец
7. Маловице
8. Тухоля-Мала
9. Тухоля-Дужа

## Соседние гмины
1. Гмина Бобровице
2. Гмина Броды
3. Гмина Губин
4. Гмина Ясень
5. Гмина Новогруд-Бобжаньски
6. Гмина Туплице